# 115万キロのフィルム
「115万キロのフィルム」（ひゃくじゅうごまんキロのフィルム）は、日本のバンド・Official髭男dismの楽曲。2018年4月11日に発売された1stフルアルバム『エスカパレード』に先駆けて同年3月16日にラストラム・ミュージックエンタテインメントから先行配信された。

## 概要
「同級生や同年代で結婚していく友達も増えてきて、この年代をこういうふうに切り取ったらどうだろう？と思っていたことを映画にたとえて」描いた楽曲。詞先に作られた。
2019年4月5日にはライブビデオが公開されている。この映像は「HIGEDAN acoustic one-man live 2018 -Autumn-」ヒューリックホール東京公演で収録されており、シングル『Pretender』初回限定盤特典として付属されているものである。
リリースから2年以上たった2020年6月、本楽曲が映画「思い、思われ、ふり、ふられ」主題歌に起用されることが決まった。

## チャート成績
2019年頃からストリーミング再生回数が増え、11月25日付の「Billboard Japan Streaming Songs」で最高順位である6位を獲得。その前後65週間にわたってトップ20位以内にランクインした。「Hot 100」では2020年3月23日付で最高位である11位を獲得、両チャートでのチャートイン数はそれぞれ200週を超えている。Billboard JAPANが集計するストリーミング累計再生回数は6.4億回を突破しており、2024年12月時点で国内で19番目に多く再生されている楽曲となっている。

## タイアップ
115万キロのフィルム
ローム『electric landscape』編 CMソング。
映画「思い、思われ、ふり、ふられ」主題歌。

## 収録アルバム
エスカパレード
#1 115万キロのフィルム
TSUTAYA RENTAL SELECTION 2015 - 2018
#8 115万キロのフィルム